# Urschendorf (Gemeinde St. Egyden am Steinfeld)
Urschendorf ist eine Ortschaft und eine Katastralgemeinde der Gemeinde St. Egyden am Steinfeld im Bezirk Neunkirchen in Niederösterreich.

## Geografie
Das nördlich von Neunkirchen gelegene Dorf wird von der Puchberger Straße erschlossen. Durch den Ort fließt der Johannesbach. Zur Ortschaft zählt weiters die Siedlung Am Frauenbach.

## Geschichte
Die früheste Nennung findet sich 1145 als „Vssendorf“. Hier entwickelte sich um den Sitz der Lokalherrschaft ein typisches Straßendorf. 1464 werden Schloss und Dorf in der „Kling´schen Fehde“ durch Söldnertruppen von Kaiser Friedrich III. erobert und zerstört. Ihr Anführer war der Dichter Michael Beheim, der in seinem „Buch von den Wienern“ interessante Schilderungen darüber hinterlassen hat.
1481 bestiftete der Kaiser das Wiener Neustädter Paulinerkloster mit dem Dorf und Gut. Unter großen Mühen konnten sie beides notdürftig instand setzen und errichteten eine Außenstelle des Klosters.
Immer wieder verweigerten die Untertanen jegliche Hilfeleistung bei der Instandsetzung, sie gingen 1641 sogar tätlich gegen den Verwalter vor. Eine Kirchenstrafe bewirkte, dass sie 1661 Abbitte leisten und Pachtgründe zurückbekamen.
1683 erfolgte ein neuer Rückschlag – Ort und Schlossgebäude werden von den türkischen Streifscharen niedergebrannt.
1779 stürzte am Annakirtag die desolate Brücke über den Wassergraben ein. Seither gibt es keinen Annakirtag mehr.
1783 wurde das Paulinerkloster aufgelöst und ab 1792 zum profanierten Schloss durch Baron Emanuel Anton Doria umgebaut.
Nach dem Kauf des Gutes durch Herzog Karl Ludwig von Lucca–Parma 1835 wurde er auch Patron der Kirche St. Egyden. Er tätigte zahlreiche Investitionen. So lässt er die Johannesquelle für die Bevölkerung neu fassen und dazu das auch von Schweickhart bewunderte alte romanische Tor vom Friedhof Sankt Egyden hierher versetzen. Die Quelle trägt heute den Namen Rosalienbrunnen. 2024 stellte sich heraus, dass es das Tor einer Leprosoriumkapelle ist, die noch vor der Pfarrkirche St. Egyden am Steinfeld ca. 1151 errichtet wurde.
1867 erwarb Dr. Kubenik die Baronmühle, in der zunächst eine Tonwarenfabrik und kurz darauf eine Spitzenfabrik eingerichtet wird.
Am 1. Jänner 1971 wurde die bis dahin selbständige Gemeinde nach St. Eyden am Steinfeld eingemeindet.

## Sehenswertes in Urschendorf
- Siehe auch: Liste der denkmalgeschützten Objekte in St. Egyden am Steinfeld

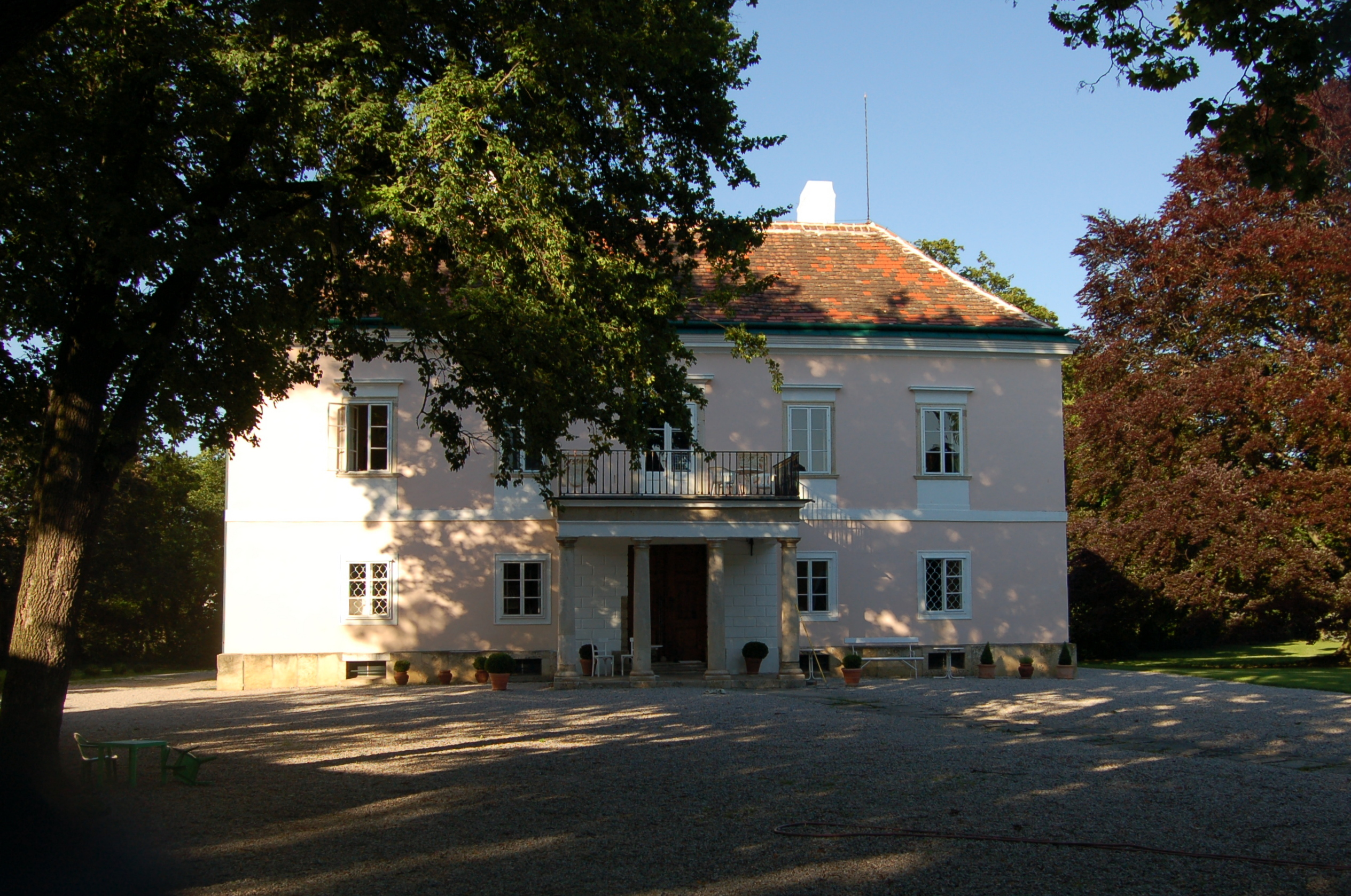
Schloss Urschendorf

- Schloss Urschendorf, Wasserschloss aus dem 13. Jahrhundert, später Kloster, heute Hochzeitsschloss

## Persönlichkeiten
- Friederike Bäuerle (1820–1896), Pianistin und Schriftstellerin, die von 1860 bis zu ihrem Tod in Urschendorf lebte.